# Dunlap (Tennessee)
Pour les articles homonymes, voir Dunlap.
La ville américaine de Dunlap est le siège du comté de Sequatchie, dans l’État du Tennessee. Lors du recensement de 2010, sa population s’élevait à 4 815 habitants.

## Source
- (en) Cet article est partiellement ou en totalité issu de l’article de Wikipédia en anglais intitulé « Dunlap, Tennessee » (voir la liste des auteurs).